# Бекхэм, Тим
Тимоти Ламар Бекхэм (англ. Timothy Lamar Beckham; 27 января 1990, Гриффин, Джорджия) — американский бейсболист, выступающий в фарм-системе клуба Главной лиги бейсбола «Миннесота Твинс». Играет на позициях игроков второй и третьей базы, а также шортстопа. На драфте Главной лиги бейсбола 2008 года был выбран под общим первым номером.

## Биография

### Ранние годы
Родился 27 января 1990 года в Гриффине, Джорджия. Младший из трёх сыновей в семье Джимми и Эллы Бекхэмов. В детстве играл в баскетбол и американский футбол, но под влиянием брата Джереми стал больше интересоваться бейсболом. В 2005 году он перешёл в школу Гриффин Хай, где выступал за местную команду на позиции шортстопа. В первом сезоне за школу Бекхэм отбивал с показателем 51,2 %, а также сделал девять даблов, шесть триплов и выбил шесть хоум-ранов. Летом 2006 года, по инициативе родителей и школьного тренера Энтони Дая, он отправился в Цинциннати на показательный турнир. В октябре того же года он стал одним из лучших на турнире в Джупитер, штат Флорида.
Летом 2007 года по итогам турнира в Мариетте Бекхэм занял первое место в списке наиболее перспективных игроков из более чем двух тысяч претендентов, показав хорошую игру в защите. В августе на соревнованиях Aflac Classic в Сан-Диего он получил приз самому ценному игроку. Затем последовали отличные выступления на турнирах в Порт-Шарлотте и Пенсаколе, после которых его стали рассматривать как игрока первого раунда драфта и, возможно, лидера одной из команд Главной лиги бейсбола.
После окончания школы Бекхэм последовал примеру брата и поступил в Университет Южной Джорджии.

### Профессиональная карьера

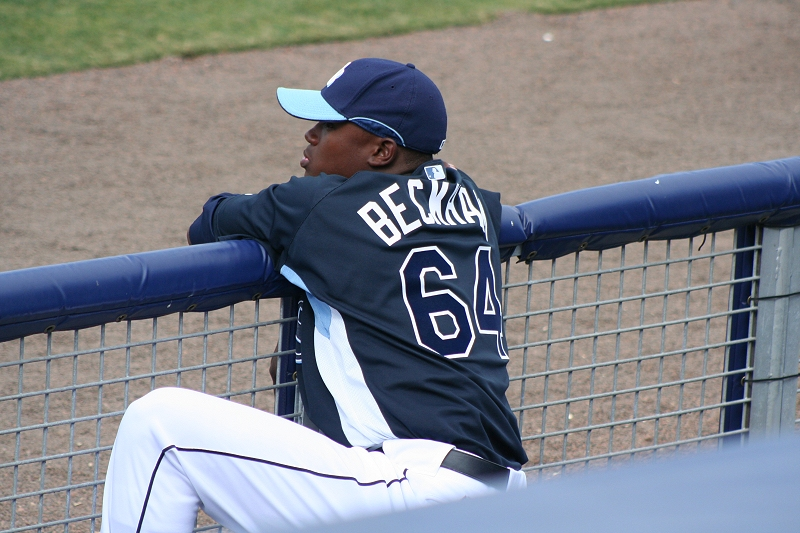
Бекхэм во время весенних игр, 2009 год.

В 2008 году на драфте Главной лиги бейсбол Бекхэм был выбран под общим первым номером клубом «Тампа-Бэй Рейс». Бонус при подписании первого контракта составил 6,15 млн долларов. До 2013 года он выступал за клубы фарм-системы «Рейс» — «Принстон Дэвил Рейс», «Хадсон Вэлли Ренегейдс», «Боулинг Грин Хот Родс», «Шарлотт Стоун Крабс», «Монтгомери Бискуитс» и «Дарем Буллз». В 2011 году он был включён в состав сборной США на Матч будущих звёзд, заменив Чейза д'Арно.
В 2012 году Бекхэм получил 50-матчевую дисквалификацию «за злоупотребление наркотиками» — формулировка, обычно подразумевающая употребление кокаина или марихуаны.

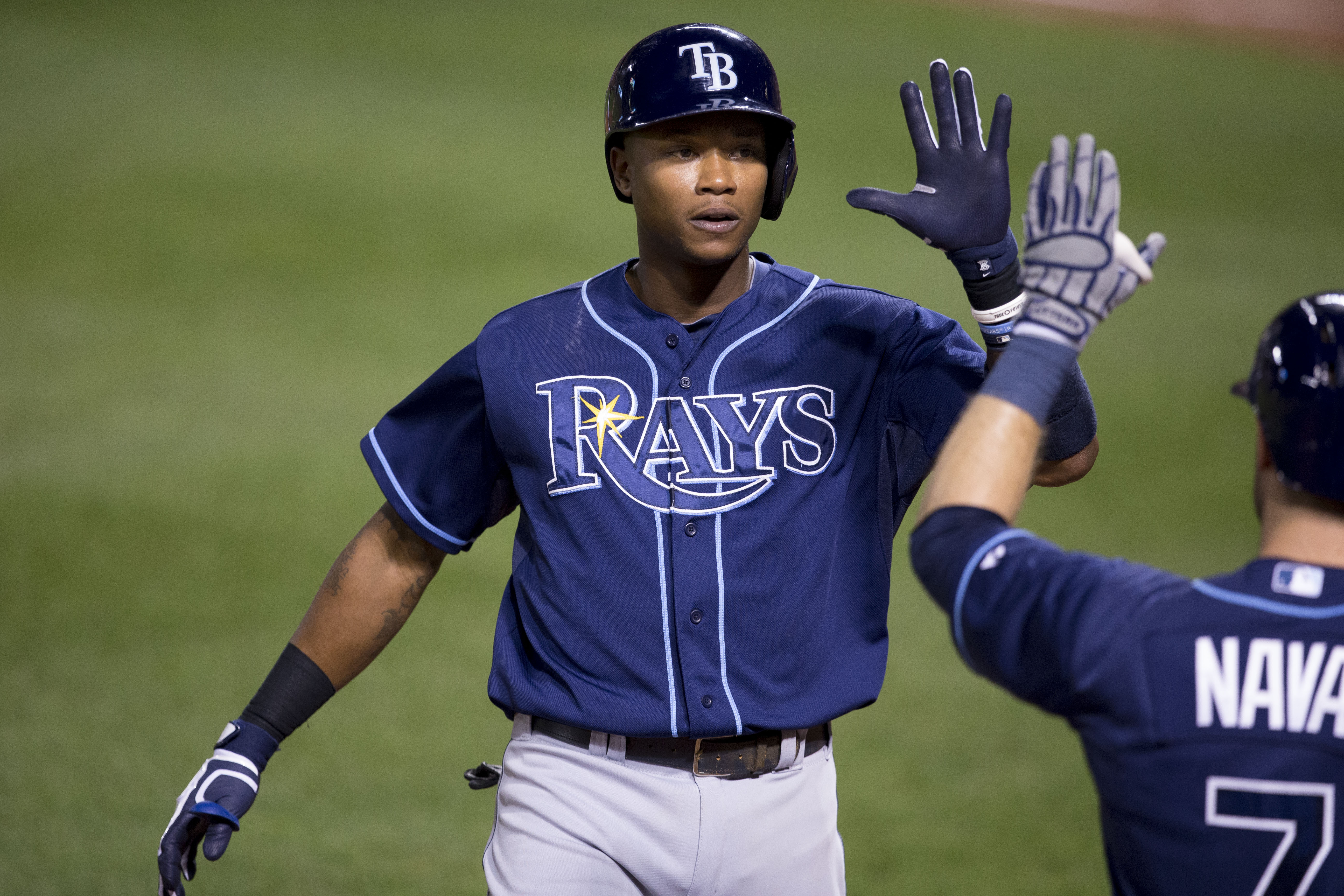
В составе «Тампы» в 2015 году.

В Главной лиге бейсбола Бекхэм дебютировал 19 сентября 2013 года, выйдя на поле в качестве пинч-хиттера в игре с «Техас Рейнджерс». В конце 2013 года он получил разрыв передней крестообразной связки колена, из-за чего пропустил большую часть сезона 2014 года, сыграв только в младших лигах.
В 2015 году он сыграл в 82 матчах за «Рейс», в основном на второй базе и в роли шортстопа, отбивая с показателем 22,2 % и выбив 9 хоум-ранов.
В августе 2016 года он был переведён в состав «Дарем Буллз». Поводом стал игровой эпизод в четвёртом иннинге матча против «Ред Сокс»: Бекхэм находился на второй базе, после удара Кевина Кирмайера мяч отлетел в поле и Тим должен был добежать до дома и набрать очко, но замедлился и не успел пересечь базу до того, как Кирмайер получил третий аут. Тренер «Рейс» Кевин Кэш не стал защищать своего игрока, заявив что «бегать — это самое простое что может быть в бейсболе».
На предсезонном сборе перед стартом чемпионата 2017 года Бекхэма перевели на позицию аутфилдера, так как на любой позиции в инфилде он уступал универсалу Нику Франклину. Позднее, из-за травмы основного шортстопа «Тампы» Мэтта Даффи, он вернулся на эту позицию и вошёл в стартовый состав команды на стартовую игру сезона. В большинстве игр команды он также выходил в основе, став одним из лучших атакующих шортстопов лиги. Тем не менее, после возвращения Даффи в строй ему пришлось бы снова сменить амплуа. После прихода в команду Адеини Эчеваррии Бекхэм стал выходить на поле в качестве игрока второй базы.
В июле 2017 года Бекхэм был обменян в «Балтимор Ориолс». Пятого августа в игре против «Детройт Тайгерс» он выбил хоум-ран, ставший десятитысячным в истории «Ориолс». В первых шести играх за клуб Бекхэм отбивал с показателем 58,3 % и был признан лучшим игроком недели в Американской лиге.
Перед стартом весенних игр сезона 2018 года он снова перешёл на позицию третьего бейсмена, а место шортстопа занял Мэнни Мачадо. Всего в регулярном чемпионате он сыграл за клуб 96 матчей с показателем отбивания 23,0 %, выбив 12 хоум-ранов. После завершения сезона Бекхэм получил статус свободного агента и в начале января 2019 года подписал контракт с «Сиэтлом». В составе «Маринерс» он провёл 88 матчей, отбивая с эффективностью 23,7 %. В августе 2019 года он получил дисквалификацию на 80 игр после положительного теста на запрещённые вещества. После этого Бекхэм полностью пропустил сокращённый чемпионат 2020 года, а следующий сезон провёл на уровне AAA-лиги в составе «Шарлотт Найтс». В феврале 2022 года он подписал контракт игрока младшей лиги с «Миннесотой Твинс».